# Aphanogmus sigras
Aphanogmus sigras är en stekelart som beskrevs av Paul Dessart 1981. Aphanogmus sigras ingår i släktet Aphanogmus och familjen pysslingsteklar. Inga underarter finns listade i Catalogue of Life.